# Калиновский, Константин Борисович
Константин Борисович Калиновский (род. 12 декабря 1971, Пряжа, Карельская АССР) — российский правовед, судья Конституционного суда Российской Федерации (с 2025 года), заведующий кафедрой уголовно-процессуального права Северо-Западного филиала Российского государственного университета правосудия. Кандидат юридических наук (1999), доцент. Действительный государственный советник юстиции Российской Федерации 3 класса.

## Биография
После срочной службы в Вооружённых силах СССР (с 1989 по 1991 год) поступил на службу в органы внутренних дел. В 1996 году с отличием окончил Санкт-Петербургскую высшую школу МВД России. В 1999 году защитил кандидатскую диссертацию по теме «Законность и типы уголовного процесса».
В 1997-2005 годах работал преподавателем, доцентом кафедры уголовного процесса Санкт-Петербургского университета Министерства внутренних дел Российской Федерации (ранее – академии МВД).
С 2005 по 2007 год – заведующий кафедрой государственного права, исполняющий обязанности заместителя декана юридического факультета по научной работе Санкт-Петербургского гуманитарного университета профсоюзов.
С 2007 года – заведующий кафедрой уголовно-правовых дисциплин Северо-Западного филиала Российской академии правосудия (ныне – кафедра уголовно-процессуального права Северо-Западного филиала Российского государственного университета правосудия имени В. М. Лебедева).
С 2008 года совмещал научно-педагогическую деятельность с государственной службой в Секретариате Конституционного суда Российской Федерации на должностях: советник управления, ведущий советник Управления конституционных основ уголовной юстиции, советник Конституционного Суда Российской Федерации.
16 июля 2025 года Советом Федерации назначен судьёй Конституционного суда Российской Федерации по представлению Президента Российской Федерации Владимира Путина.

## Научная деятельность
Автор более 150 научных и учебно-методических работ. Постановлениями Пленума Верховного суда Российской Федерации с 2014 года регулярно включался в состав его научно-консультативного совета для разработки рекомендаций по вопросам судебной практики и совершенствованию законодательства.